# シカゴ風ホットドッグ

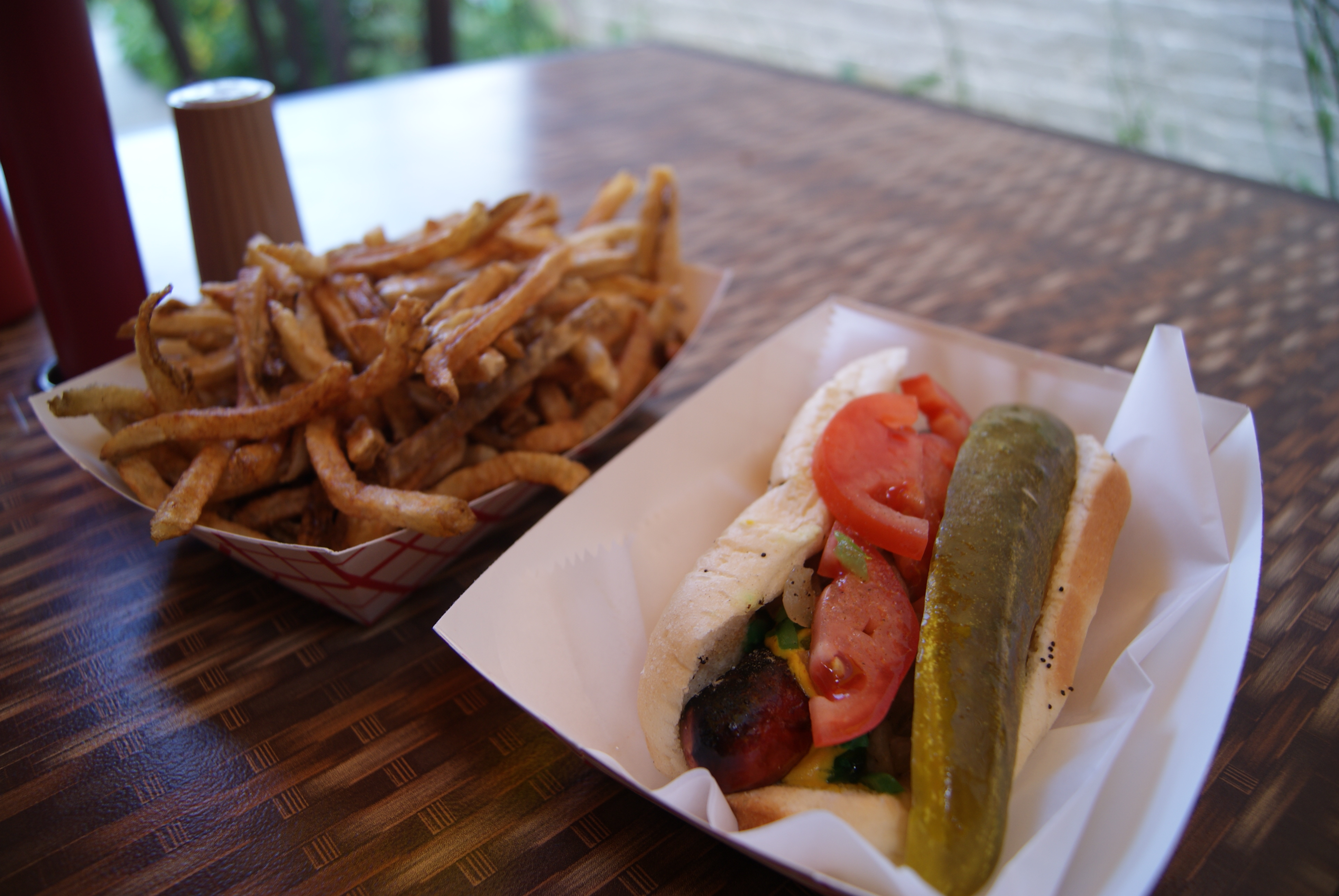
ダックファット・フライ（鴨油で揚げたフライドポテト）を添えたシカゴ風ホットドッグ。

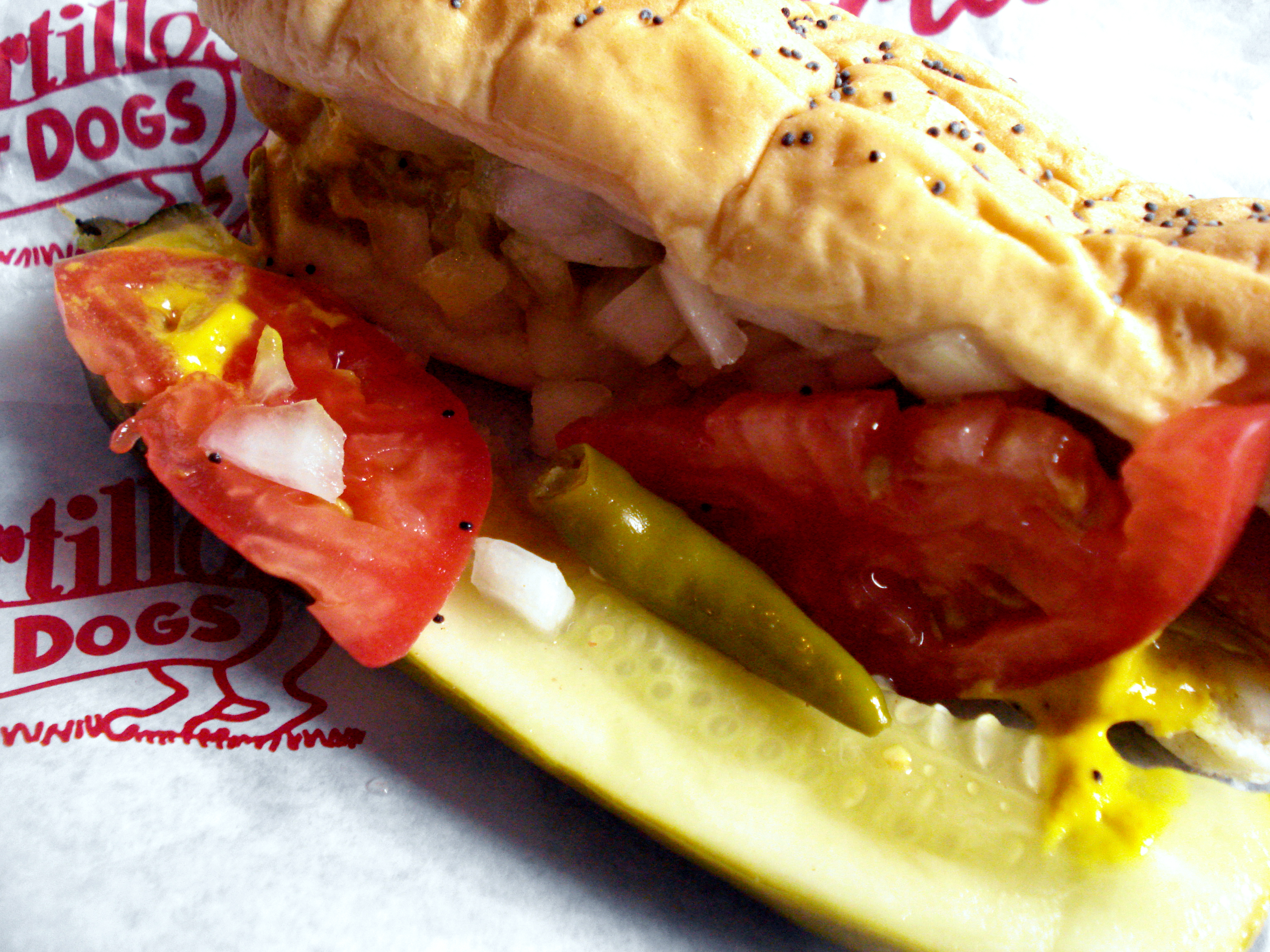
Portillo'sのシカゴ風ホットドッグ。

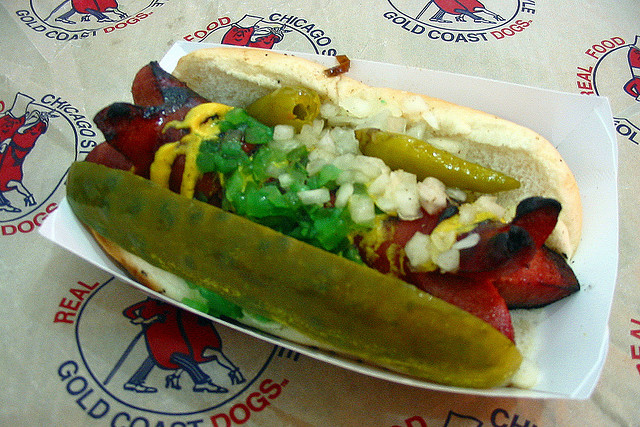
両端にセルヴェラ風の切り込みを入れた炭火焼ソーセージを挟んだもの。

シカゴ風ホットドッグまたはシカゴドッグ（英: Chicago-style hot dog, Chicago dog, Chicago red hot）とはアメリカのイリノイ州シカゴを発祥地とするホットドッグの一種で、ケシの実を振ったバンズに牛肉100%のフランクフルトを挟んだもの。トッピングとしては、イエローマスタード、ホワイトオニオンのみじん切り、甘いピクルスを用いたネオングリーンのレリッシュ（シカゴ風レリッシュ）、細長く切ったキュウリのディル・ピクルス、薄切りかくし型切りにしたトマト、スポーツペッパー（sport pepper）、セロリソルトが用いられる。これら多様なトッピングを載せて作るシカゴ風ホットドッグは「農園を突っ切ってきたような」と形容される。ソーセージの調理法は売り手の好みによって異なり、蒸すか茹でるのが普通だが炭火焼もある。
正統的なレシピではケチャップは用いられない。シカゴ市民やシカゴドッグ愛好者の間ではケチャップへの強い拒否感が広く見られる。シカゴではケチャップを提供しないホットドッグ店が多い。ハインツ社は2017年の全米ホットドッグデー（7月19日）に「シカゴドッグソース」と銘打ったケチャップを発売して物議を醸した。

## 歴史
多くの史料が示すところでは、シカゴ風ホットドッグ独特の多彩なトッピングは、歴史の長いマーケット街マックスウェル・ストリートで開業したフルーキーズ (Fluky's) が1929年に考案したとされる「ディプレッション・サンドイッチ」に起源を持つ。現在シカゴでホットドッグ材料のブランドとしてもっとも一般的なウィンナ・ビーフ（Vienna Beef）は、1893年のシカゴ万博以来の歴史を持っている。ウィンナ・ビーフ創業者とフルーキーズ経営者はいずれもユダヤ系であり、それがあってか、シカゴ風ホットドッグには豚肉が入らないカーシェール風のソーセージが用いられる。

## 種類
「農園を突っ切ってきたような (dragged through the garden)」と呼ばれるトッピングの多いスタイルは、シカゴの二大ホットドッグ材料メーカーであるウィンナ・ビーフとレッド・ホット・シカゴが広く普及させたものである。それ以外の形式も珍しくなく、キュウリの薄切りやレタスを挟んだり、ケシの実やセロリソルトを用いなかったり、一般的なレリッシュや皮なしのソーセージを用いる店もある。いくつかの人気店では、天然ケーシングのソーセージを蒸して用い、マスタード、タマネギ、通常のレリッシュ、スポーツペッパーのみをトッピングとしたシンプルなホットドッグに手作りのフライドポテトを添えて提供する。歴史あるドライブインレストランのスーパードーグは生ではなくピクルスしたトマトを使うのが特徴的だった。チーズソースをかけた「チーズドッグ」を出す店も多く、ボズ・ホットドッグズのチェーンでは特製のハラペーニョ入りナチョチーズソースを使っている。

## 調理
シカゴ風ホットドッグのソーセージは茹でるか蒸して調理する。あまり一般的ではないが炭火焼きにしたものは "charcoal"（木炭）からとって「チャードッグ (char-dog)」と呼ばれる。チャードッグのソーセージは両端に十字の切り込みを入れるため、火が通ると端がセルヴェラ（スイスのソーセージ）風に×の字に反りかえることから見分けられる。ウィーナーズ・サークルなどチャードッグ専門のホットドッグスタンドもある。
標準的に用いられるソーセージは1/8ポンド（57グラム）のビーフ製で、パキッとした歯ごたえの天然ケーシングが伝統的にもっとも好まれる。
バンズには蒸して加熱できるグルテン量の多いタイプが使われる。シカゴのレストランで主流のブランドはアルファ・ベーキング社の S. Rosen's Mary Ann である。

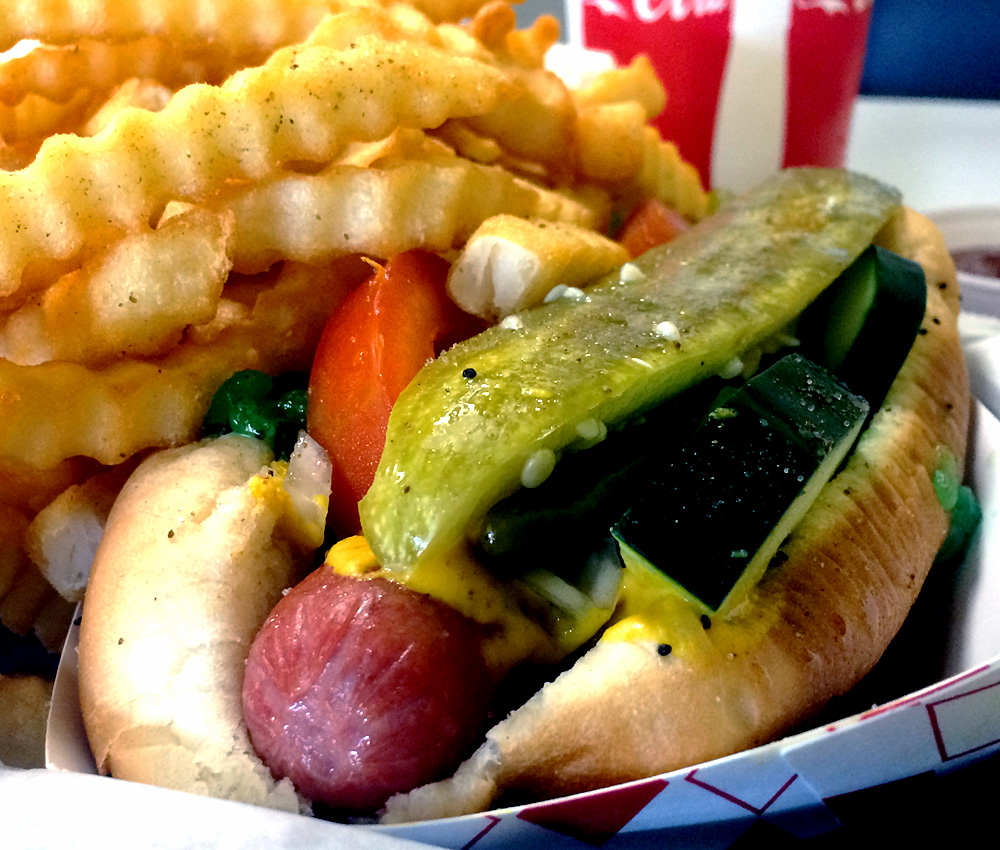
ユタ州ソルトレイクシティのレストラン、ジョニービーフで出されたシカゴ風ホットドッグ。

## 販売店
シカゴ都市圏には、マクドナルドとウェンディーズ、バーガーキングの店舗を合計したよりも多くのホットドッグ店が存在する。シカゴの「ホットドッグスタンド」はほかの食品も扱うことが多く、例としてはマックスウェル・ストリート・ポーリッシュ、ギロス、ポークチョップ、イタリアンビーフ、コーンドッグ、タマル、ピザパフ、イタリア風アイスクリームがある。

## 関連項目

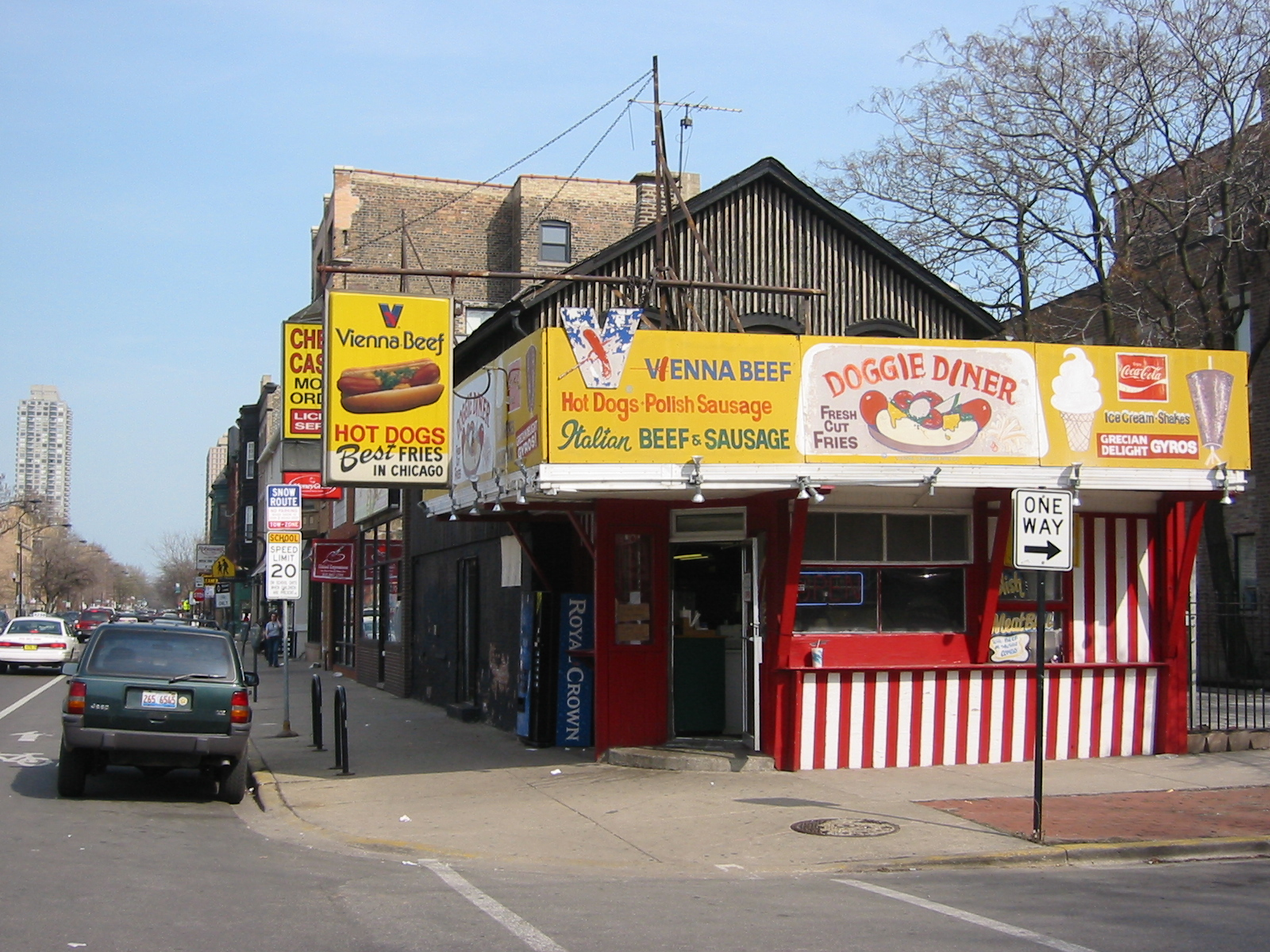
シカゴのホットドッグ店（2003年）。

## 関連文献
- Barrett (2015年10月26日). “Chicago-style hot dog icon credited with role in Apple's latest emoji menu”. MarketWatch. 2015年11月23日閲覧。
- Bowen, Rich; Fay, Dick (1983). Hot Dog Chicago: A Native's Dining Guide. Chicago: Chicago Review Press. ISBN 0-914091-27-1. OCLC 9197138
- City News Service (2015年8月28日). “Dodger Stadium features loaded Chicago Style hot dog for Cubs series”. Los Angeles Daily News. 2015年11月23日閲覧。